# Burg Trmačov
Die Ruine der Burg Trmačov (Trmaczow) befindet sich einen knappen Kilometer südlich des Dorfes Hluboké Dvory im Okres Brno-venkov in Tschechien.

## Geographie
Trmačov liegt im Hügelland Žernovnická hrásť (Schernowitzer Horst), einem Teil der Boskowitzer Furche, über der Quellmulde eines kleinen Baches am Rande des Waldes Sobůtky. Umliegende Ortschaften sind Hluboké Dvory im Norden, Malá Lhota im Nordosten, Újezd u Černé Hory im Südosten, Skalička und Všechovice im Süden und Unín im Westen.

## Geschichte

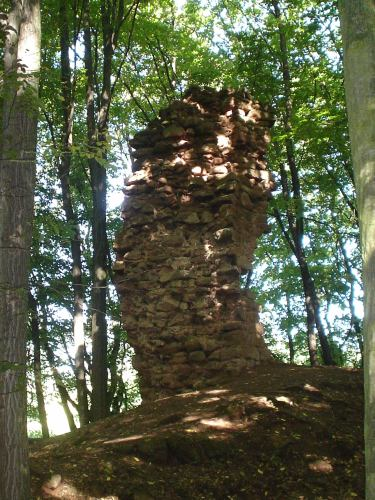
Mauerreste des Bergfriedes

Die erste schriftliche Erwähnung von Trmačov erfolgte im Jahre 1305 als der Vladike Ondřej von Trmačov als Zeuge beim Testament des Heinrich II. von Liechtenstein und Nikolsburg in Erscheinung trat. Möglicherweise waren die Herren von Trmačov mit den Liechtensteinern verschwägert. Angelegt wurde die Burg vermutlich am Übergang vom 13. zum 14. Jahrhundert.
1371 verkauften Domaslav und Přešek von Trmačov die Burg und den Hof Trmačov an Mikuláš von Trmačov. 1407 verkauften Petr und Mikuláš von Trmačov die Burg und das gleichnamige Dorf an ihren Bruder Přešek. 1417 wurde Jan von Dlouhá als Besitzer der Hälfte der Güter genannt. Vermutlich erlosch das Geschlecht von Trmačov während der Hussitenkriege. 1437 machte Jan von Lomnice seine Ansprüche auf Trmačov geltend. Nachfolgend wurde der Besitz zwischen den Herrschaften Lomnice, Černá Hora und Boskovice aufgeteilt. Die Burg und das Dorf gingen im 15. Jahrhundert in den Hussitenkriegen oder während der böhmisch-ungarischen Machtkämpfe unter.
Seit 1466 wird die Burg als wüst beschrieben. 1481 vermachte Jan Babka von Senice die wüste Burg einschließlich Unín sowie eines Untertanen in Hluboké an Markvart von Lomnice. Später wurden die Mauern von den Bewohnern der umliegenden Dörfer als Baumaterial abgetragen.

## Anlage
Mit ihrer Abmessung von 27 × 22 m ist Trmačov eine der kleinsten Burgen des Bergfriedtyps in Mähren. Der Burgenforscher Miroslav Plaček stuft sie als Zwischenstufe zwischen einer Burg und Veste ein.
Eine Zeichnung aus dem Jahre 1860 zeigt noch einen weitgehend erhaltenen Bergfried. Heute sind von dem Turm nur noch Mauerreste erhalten. Unterhalb der Ruine liegt am Bach Trmačovský potok die Wüstung Trmačov. Die Ruine ist als Nationales Kulturdenkmal geschützt.